# US Suisse Paris
US Suisse Paris is een Franse voetbalclub uit de hoofdstad Parijs. De club werd waarschijnlijk opgericht in 1894 onder de naam United Sports Club.

## Geschiedenis
In de club speelden voornamelijk Engelsen; er waren slechts twee Fransen in het team dat deel nam aan het kampioenschap van de USFSA in 1895. De club speelde in het stade de la Porte Dauphine, de vroegere thuishaven van Standard Athletic Club. Het was deze club die United Sports Club uitschakelde in het kampioenschap met 13-0. In 1896 werd het kampioenschap in competitievorm beslecht, in plaats van bekervorm, en hier werd de club achtste op negen teams.
Na een zesde plaats in het volgende seizoen werd de club twee keer op rij derde. In 1902 kwam de club voor het eerst dicht bij de titel en speelde een testwedstrijd tegen Racing Club de France, maar verloor deze. In 1903 won de club de Coupe Dewar en een jaar later werd voor het eerst de titel in Parijs gewonnen. Hierdoor plaatste de club zich voor de regionale play-offs. Na een 8-0-overwinning tegen Sézanne verpletterde de club ook Olympique Marseille met 4-0 en bereikte zo de finale tegen het grote Racing Roubaix. USC kwam 2-0 voor, maar moest uiteindelijk toch het onderspit delven en verloor met 2-4.
In 1906 fusioneerde de club met FC Suisse, waar veel Zwitsers bij speelden, en nam zo de naam US Suisse Paris aan. In 1910 verliet de club de USFSA en richtte samen met enkele andere clubs de bond LFA op.
Tussen beide wereldoorlogen was het een van de meest prestigieuze clubs van de hoofdstad en in 1923 speelde de club 0-0 gelijk tegen Juventus Turijn. In 1921 en 1927 bereikte de club de kwartfinale van de Coupe de France. Vanaf de jaren dertig verdween de club in de anonimiteit.
In de jaren vijftig woonden er vele Zwitserse studenten in Parijs en werd er ook begonnen met enkele andere sportafdelingen.
Begin jaren tachtig dook de club opnieuw op in de Division Honneur en degradeerde na twee seizoenen.

## Erelijst
- Coupe Sheriff Dewar

1903

## Bekende (oud-)spelers
- Aaron Pollitz